# Robert Morse
Robert Alan Morse, född 18 maj 1931 i Newton, Massachusetts, död 20 april 2022 i Los Angeles, Kalifornien, var en amerikansk skådespelare och sångare.

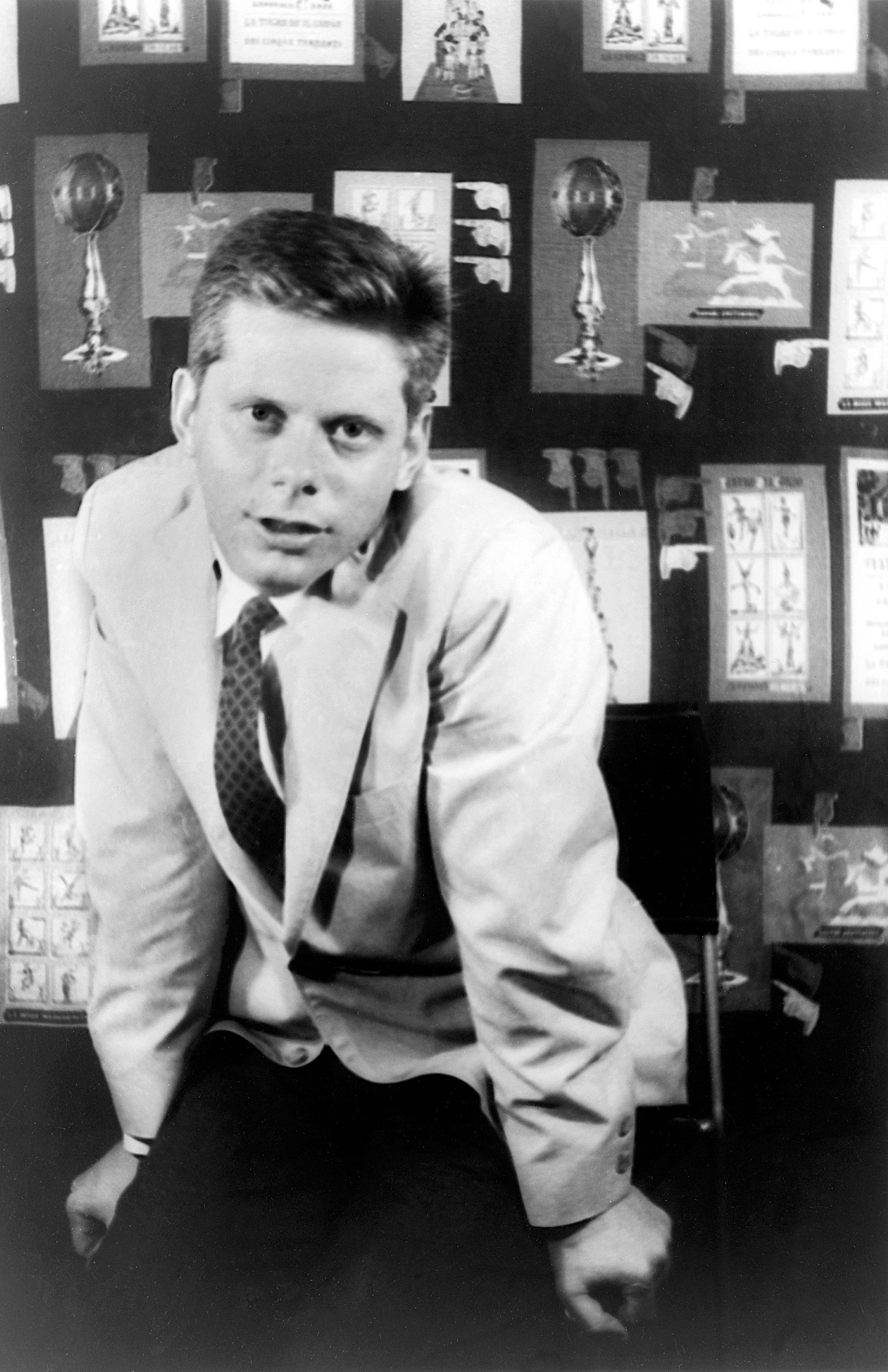
Robert Morse 1958.

Morses karriär bestod till stor del av att uppträda i musikaler och teaterpjäser på Broadway. För den amerikanska publiken är han främst känd för sin roll som J. Pierrepont Finch i Broadwaymusikalen Hur man lyckas i affärer utan att egentligen anstränga sig från 1961 som senare även blev film 1967. På senare år uppmärksammades han för sin roll som Bertram Cooper i TV-serien Mad Men.
Morse vann två Tony Awards; en i musikalkategorin för Hur man lyckas i affärer utan att egentligen anstränga sig och en i pjäskategorin för Tru där han porträtterade Truman Capote. Han var nominerad ytterligare tre gånger. 1993 vann han en Emmy Award för sin huvudroll i American Playhouse.

## Filmografi i urval
- 1956 – The Matchmaker (teater)
- 1956 – Att älska eller hata
- 1958 – Say, Darling (teater)
- 1959 – Take me along (musikal)
- 1959–1960 – Alfred Hitchcock presenterar (TV-serie)
- 1961 – Hur man lyckas i affärer utan att egentligen anstränga sig (musikal 1961, film 1967)
- 1963 – Kardinalen
- 1965 – In i det sista
- 1967 – Guide för gifta män
- 1968 – Vad hände när ljuset slocknade?
- 1972 – Sugar (musikal)
- 1976 – So Long, 174th Street (musikal)
- 1989 – Tru (teater)
- 1992 – American Playhouse (TV-serie)
- 1993 – Wild Palms
- 1995 – Familjen Munster
- 2007–2014 – Mad Men (TV-serie)